# Clarion (język programowania)
Clarion – język programowania czwartej generacji (4GL) przeznaczony do szybkiego programowania aplikacji dla środowiska MS Windows (występuje również w wersji dla DOS) i dedykowany dla aplikacji bazodanowych.
Każda z dostępnych wersji Clariona zawiera pełne środowisko programowania i różnorodne narzędzia dla programistów. Głównym elementem środowiska jest Generator Aplikacji, który, w połączeniu z szablonami Application Builder Class, wytwarza gotowy, obiektowy lub strukturalny kod źródłowy aplikacji.
Aplikacje tworzone za pomocą Clariona od wersji 5 mogą być 16-bitowe (z wyjątkiem aplikacji internetowych) bądź 32-bitowe. Działają one pod kontrolą dowolnej wersji Microsoft Windows: 3.1, 95, 98, NT, Me, 2000, XP.
Język często wykorzystywany do tworzenia aplikacji finansowo-księgowych i ERP – powstały w nim m.in. popularne w Polsce programy Firma++ i system CDN XL.

## Przykład kodu
```
 Relate:PERSON.Open()                                        ! otwarcie wcześniej zadeklarowanych danych
 PERSON:Name = 'Müller'                                      ! 
przypisanie
 
łańcucha

 if Access:PERSON.fetch(PERSON:KeyName) = Level:Benign then  ! czytanie danych według 
klucza

   message('Name gefunden!')                                 ! melduje, jeśli się udało
 end
 Relate:PERSON.Close                                         ! zamknięcie danych
```